# Alphonse Antonio de Sarasa
Alphonse Antonio Sarasa (o de Sarasa) (Nieuwpoort, 1618 – 1667) è stato un matematico belga gesuita.

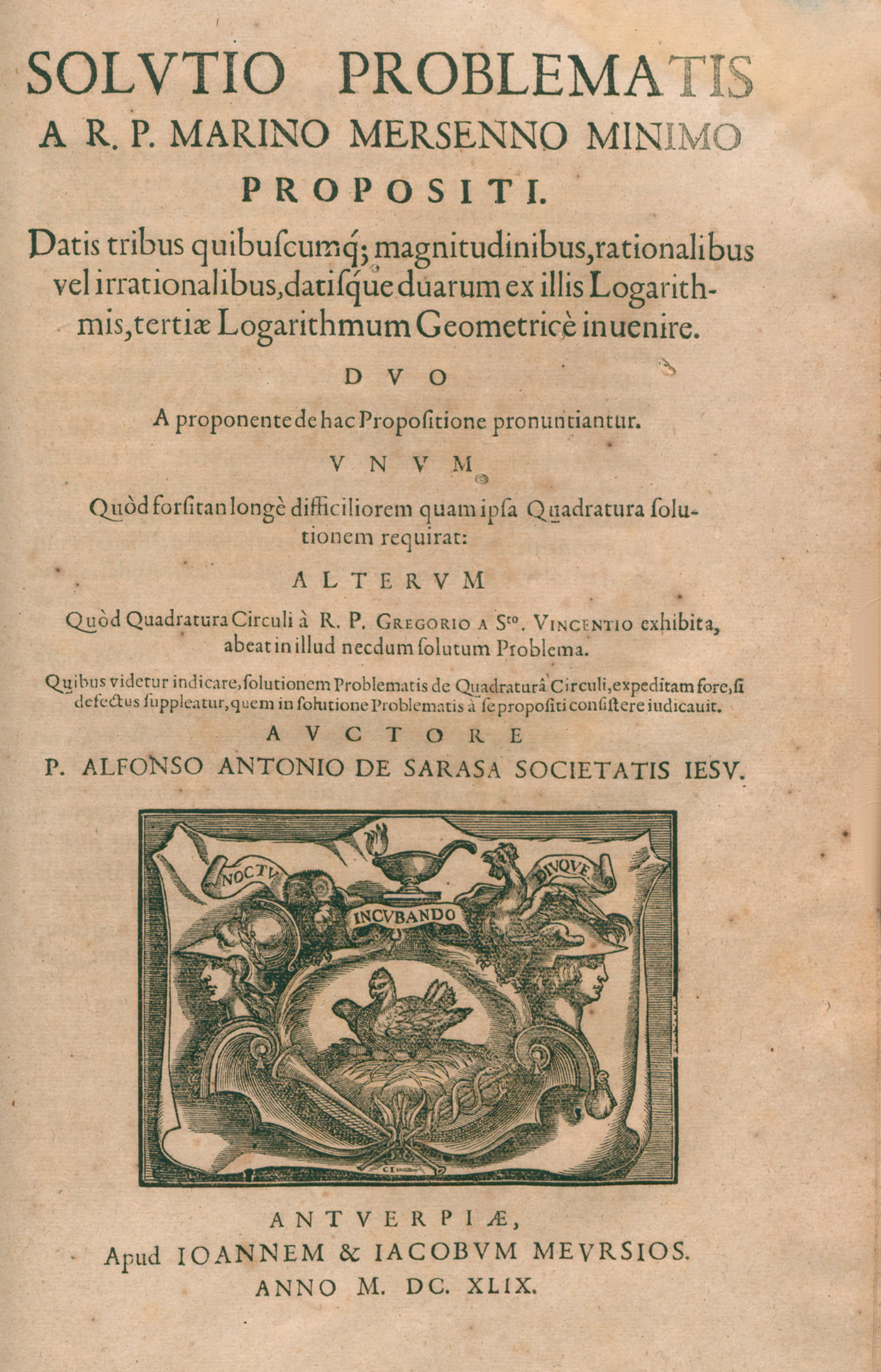
Solutio problematis a R. P. Marino Mersenno minimo propositi, 1649

Nel 1632 fu ammesso come novizio a Gand e lavorò con Gregorio di San Vincenzo continuandone e divulgandone le idee. Secondo Sommervogel, occupò anche cariche ad Anversa e Bruxelles.
Studiò i logaritmi, intesi come aree sottostanti a un'iperbole.
Nel 1649 pubblicò Solutio problematis a R.P. Marino Mersenne Minimo propositi, riferendosi alle questioni poste da Marin Mersenne. R.P. Burn spiega che il termine logaritmo nel XVII secolo aveva un significato diverso, in quanto indicava qualsiasi progressione aritmetica corrispondente a una progressione geometrica. Burn concorda inoltre con Moritz Cantor che «la relazione fra logaritmi e iperboli fu trovata interamente da Saint-Vincent, a parte il nome». Burn cita un passaggio di Sarasa che afferma che «le fondamenta dell'insegnamento dei logaritmi sono contenuti» in Saint-Vincent, Opus Geometricum, part 4 of Book 6, de Hyperbola.

## Opere
- (LA) Alfonso Antonio Sarasa, Solutio problematis a R. P. Marino Mersenno minimo propositi, datis tribus quibuscumq[ue] magnitudinibus, rationalibus vel irrationalibus, datisque duarum ex illis logarithmis, tertiae logarithmum geometricè invenire, Jan van Meurs, Jacob van Meurs, 1649.